# ویلر اوکمن
ویلر اوکمن (انگلیسی: Wheeler Oakman; ۲۱ فوریهٔ ۱۸۹۰ – ۱۹ مارس ۱۹۴۹) یک هنرپیشه اهل ایالات متحده آمریکا بود.

## گزیده فیلمشناسی
از فیلم‌ها یا برنامه‌های تلویزیونی که وی در آن نقش داشته‌است می‌توان به آثار زیر اشاره کرد.
- افسوس! یوریک بیچاره! (۱۹۱۳)
- لولاهای جهنم (۱۹۱۶)
- چراغ‌های نیویورک (فیلم ۱۹۲۸) (۱۹۲۸)
- نمایش نمایش‌ها (۱۹۲۹)
- جنگل گمشده (۱۹۳۴)
- مأموران اف‌بی‌آی (۱۹۳۵)
- تروبرد (فیلم ۱۹۳۶) (۱۹۳۶)
- رنجر تنها دوباره می‌راند (۱۹۳۹)
- مرد میمونی (۱۹۴۳)
- مامان و بابا (۱۹۴۵)
- جک آرمسترانگ (سریال) (۱۹۴۷)